# Tom Uphill
Pour les articles homonymes, voir Uphill.
Thomas Hubert Uphill (26 juin 1874-17 février 1962) est un homme politique canadien de la Colombie-Britannique. Il est député provincial travailliste de la circonscription britanno-colombienne de Fernie de 1920 à 1960.
Uphill est le député ayant siégé la plus longue période à l'Assemblée législative de la Colombie-Britannique,.

## Biographie
Né à Chewton Mendip, près de Bath, dans le Somerset en Angleterre, Uphill sert pendant la seconde guerre des Boers avant de s'installer à Fernie en Colombie-Britannique en 1904 pour devenir vendeur d'assurances vie. Partisan des mouvements syndicaux, il travaille comme secrétaire pour l'union des mineurs. 

## Politique
En 1912, il entre au conseil municipal et remporte sa première élection à la mairie en 1915. Il conserve la fonction jusqu'en 1920 avec une exception en 1918.
Initialement candidat conservateur défait lors des l'élection provinciale de 1916, la vague de radicalisation politique suivant la Première Guerre mondiale augmente la sympathie d'Uphill pour le mouvement syndical. Il se rapproche du Federated Labour Party et devient l'un des trois députés élus sous cette bannière en 1920.
Durant son premier mandat, il s'oppose à l'application de la prohibition et combat le premier ministre John Oliver sur cette question. La prohibition sera finalement abandonnée dans la province en 1921.
Réélu en 1924, encore une fois l'un des trois députés élu sous cette étiquette, il se représente en tant que travailliste indépendant à la suite de la dissolution de la formation politique avant l'1928. Avec l'arrivée du CCF pour l'élection de 1933, Uphill décline l'invitation de se joindre à eux puisqu'il le considérait trop conservateur. Les opinions de Uphill s'apparentant plus à celle du Parti communiste du Canada, bien qu'il ne se rallie jamais officiellement à ce parti.
À la suite des élections de 1952 qui résulte en un parlement minoritaire, le nouveau Parti Crédit social ayant 19 sièges, soit un de plus que le CCF d'Harold Winch, ce dernier indique devoir être appelé à former le gouvernement avec le soutien de Uphill et considérant avoir plus d'expérience parlementaire que les Créditistes. Cependant, le CCF avait présenté des candidats contre Uphill lors des élections précédentes et, au courant de la stratégie de Winch, W. A. C. Bennett parvient à obtenir le soutien de Uphill. L'année suivante, le gouvernement créditiste est confronté à une motion de censure à la suite du désistement de Uphill qui s'engageait maintenant à soutenir le CCF. Malgré cela, Winch ne réussit pas à convaincre le lieutenant-gouverneur Clarence Wallace d'être appelé à former le gouvernement et la législature est dissoute. À la suite des élections de 1953, les Créditistes forment un gouvernement majoritaire.
Uphill redevient maire de Fernie jusqu'à une défaite en 1946. Il retrouve son poste en 1950, mais se retire en 1955 pour raisons de santé. Il demeure cependant député à l'Assemblée législative de la Colombie-Britannique pour un mandat supplémentaire.
Il est le seul député travailliste jusqu'à sa retraite avant l'élection de 1960. 
Il demeure maire de Fernie jusqu'à une défaite en 1946. Il retrouve son poste en 1950, mais se retire en 1955 pour raisons de santé. Il demeure cependant député provincial pour un mandat supplémentaire.

## Mort
Uphill meurt à Burnaby dans le Grand Vancouver en février 1962 à l'âge de 87 ans. Il est inhummé au cimetière Saint Margaret's Cemetery de Fernie. 

## Hommage
Un centre de soins de longues durées, le Tom Uphill Manor de Fernie, est nommé en son honneur.
Une bière de la microbrasserie Swans de Victoria est nommé Thomas Uphill Amber Ale afin de commémorer les héros des ouvriers du début du 20e siècle et afin de souligner son apport dans la lutte contre la prohibition et la défense du droit des travailleurs de profiter d'une bière après une journée de travail,.